# Monte Nitzkowski
Kenneth Monfore "Monte" Nitzkowski, född 7 september 1929 i Pasadena, död 28 juli 2016, var  en amerikansk vattenpolotränare och simmare. Han deltog i olympiska sommarspelen 1952 men blev utslagen i semifinalskedet på 200 meter bröstsim.
Nitzkowski var chefstränare för USA:s herrlandslag i vattenpolo 1977–1984. Laget tog OS-silver 1984 på hemmaplan i Los Angeles. För bedrifterna som vattenpolotränare valdes Nitzkowski in i The International Swimming Hall of Fame 1991.